# 위새리
위새리는 경기도 화성시 서신면 송교리 산110번지에 위치한 무인도로, 면적은 2,326m2이다. 육지와 약 700m 떨어져 있다. 윤돌로도 불린다.

## 지리
두 개로 분리된 작은 바위섬이다. 긴 쪽의 너비는 70m, 짧은 쪽의 너비는 40m 정도이다. 섬을 이루는 암석은 층리 구조가 발달한 화산쇄설암이다. 식물과 해조류는 확인되지 않았으며, 무척추동물은 갯강구·고랑따개비·풀게가 우점종이다.